# Liste des anciennes communes du Cantal
Cette page retrace toutes les anciennes communes du département du Cantal qui ont existé depuis la Révolution française, ainsi que les créations, les modifications officielles de nom et les changements de département.
Il existait 273 communes à la création du département contre 250 en 2025, en raison de 37 fusions (4 annulées), 30 communes créées (10 annulées) et 7 changements de département depuis la Révolution.

## Fusions
Il existe deux types de fusion de communes : la fusion simple (suppression des anciennes communes) et la fusion complexe (les anciennes communes gardent une certaine importance). C'est cette dernière qui a été employée lors des fusions les plus récentes, dans le cadre de la loi Marcellin (1971) et de la loi de réforme des collectivités territoriales (2010), qui mettent en place respectivement des communes associées (*) et des communes nouvelles (**).
Il y a eu 37 fusions de communes depuis la Révolution, dont 4 ont été annulées en partie ou totalement.
| Nom des anciennes communes                                                       | Nombre des anciennes communes | Date | Nom de la nouvelle commune                      |
| -------------------------------------------------------------------------------- | ----------------------------- | ---- | ----------------------------------------------- |
| Saint-Pierre et Pleaux                                                           | 2                             | 1794 | Pléaux                                          |
| La Foraine de Pierrefort et Pierrefort                                           | 2                             | 1803 | Pierrefort                                      |
| La Foraine de Ruines et Ruines                                                   | 2                             | 1803 | Ruines                                          |
| La Foraine de Saint-Flour et Saint-Flour                                         | 2                             | 1803 | Saint-Flour                                     |
| Prodelles et Champagnac                                                          | 2                             | 1823 | Champagnac                                      |
| Muradès, Salsignac et Vignonet                                                   | 3                             | 1826 | Antignac (rétablissement Muradès en 1870)       |
| Saint-Martin-de-Valois et Saint-Cernin                                           | 2                             | 1826 | Saint-Cernin                                    |
| Espinadel et Glénat                                                              | 2                             | 1829 | Glénat                                          |
| Magnac et Sarrus                                                                 | 2                             | 1831 | Sarrus                                          |
| Saint-Maurice et Valuéjols                                                       | 2                             | 1832 | Valuéjols                                       |
| Les Arbres, Châteauneuf et Riom                                                  | 3                             | 1836 | Riom                                            |
| Albanies, Laganne et Menet                                                       | 3                             | 1836 | Menet (rétablissement Albanies en 1871)         |
| Lussaud et Laurie                                                                | 2                             | 1836 | Laurie                                          |
| Selins et Saint-Hippolyte                                                        | 2                             | 1836 | Saint-Hippolyte                                 |
| Le Morle et Ruines                                                               | 2                             | 1837 | Ruines                                          |
| Saint-Étienne-sur-Massiac (partie), Saint-Victor-sur-Massiac (partie) et Massiac | 3                             | 1837 | Massiac                                         |
| Saint-Étienne-sur-Massiac (partie) et Bonnac                                     | 2                             | 1837 | Bonnac                                          |
| Saint-Victor-sur-Massiac (partie) et Molompize                                   | 2                             | 1837 | Molompize                                       |
| Mallet (partie) et Sarrus                                                        | 2                             | 1839 | Sarrus                                          |
| Mallet (partie) et Faverolles                                                    | 2                             | 1839 | Faverolles                                      |
| Saint-Gal (partie) et Vabres                                                     | 2                             | 1839 | Vabres                                          |
| Saint-Gal (partie) et Ruines                                                     | 2                             | 1839 | Ruines                                          |
| La Salvetat et Saint-Mamet                                                       | 2                             | 1844 | Saint-Mamet-la-Salvetat                         |
| Saint-Mary et Roannes                                                            | 2                             | 1844 | Roannes-Saint-Mary                              |
| Ronesque et Cros-de-Montanac                                                     | 2                             | 1846 | Cros-de-Ronesque                                |
| Chanet et Allanche                                                               | 2                             | 1964 | Allanche                                        |
| Bournoncles et Loubaresse                                                        | 2                             | 1972 | Loubaresse* (fusionne en Val d'Arcomie en 2016) |
| Loupiac, Saint-Christophe-les-Gorges, Tourniac et Pleaux                         | 4                             | 1972 | Pleaux*                                         |
| Marchal et Champs-sur-Tarentaine                                                 | 2                             | 1972 | Champs-sur-Tarentaine-Marchal*                  |
| Naucelles et Reilhac                                                             | 2                             | 1972 | Naucelles-Reilhac (annulée en 1983)             |
| Saint-Julien-de-Jordanne et Mandailles                                           | 2                             | 1972 | Mandailles-Saint-Julien                         |
| Saint-Rémy-de-Salers et Saint-Martin-Valmeroux                                   | 2                             | 1972 | Saint-Martin-Valmeroux*                         |
| Brageac, Drignac et Ally                                                         | 3                             | 1973 | Ally* (rétablissement Brageac en 1985)          |
| Faverolles, Loubaresse, Saint-Marc et Saint-Just                                 | 4                             | 2016 | Val d'Arcomie**                                 |
| Fournoulès et Saint-Constant                                                     | 2                             | 2016 | Saint-Constant-Fournoulès**                     |
| Le Rouget et Pers                                                                | 2                             | 2016 | Le Rouget-Pers**                                |
| Celles, Chalinargues, Chavagnac, Neussargues-Moissac et Sainte-Anastasie         | 5                             | 2016 | Neussargues en Pinatelle** (annulée en 2024)    |
| Lavastrie, Neuvéglise, Oradour et Sériers                                        | 4                             | 2017 | Neuvéglise-sur-Truyère**                        |
| Chastel-sur-Murat et Murat                                                       | 2                             | 2017 | Murat**                                         |
| Calvinet et Mourjou                                                              | 2                             | 2019 | Puycapel**                                      |

## Créations par démembrement
La création d'une commune par démembrement répond à une croissance démographique et à la volonté de constituer une communauté civique autonome. Les premières créations remontent à la Révolution et font généralement suite à un oubli lors de la rédaction de la liste des communes du département. On note une deuxième vague de création au XIXe siècle, lorsque le Cantal connait son pic démographique. Seulement cinq communes sont créées au XXe siècle, dont trois sont en réalité rétablies après l'échec des fusions de la loi Marcellin de 1971.
Il y a eu 34 communes créées par démembrement depuis la Révolution, dont 10 ont été supprimées plus tard et 4 sont des rétablissements de communes supprimées ultérieurement.
| Ancienne commune                         | Date             | Nom de la commune créée                                   |
| ---------------------------------------- | ---------------- | --------------------------------------------------------- |
| Bredons                                  | 1790 (février)   | Murat                                                     |
| Raulhac                                  | 1790 (février)   | Badailhac                                                 |
| Raulhac                                  | 1790 (février)   | Pailherols                                                |
| Pierrefort                               | 1790 (février)   | La Foraine de Pierrefort (rattachée en 1803)              |
| Ruines                                   | 1790 (février)   | La Foraine de Ruines (rattachée en 1803)                  |
| Saint-Flour                              | 1790 (février)   | La Foraine de Saint-Flour (rattachée en 1803)             |
| Vignonet                                 | 1790 (septembre) | Muradès (fusion avec Antignac en 1826, rétablie en 1870)  |
| Allanche                                 | 1790 (septembre) | Pradiers                                                  |
| Riom                                     | 1790 (septembre) | Les Arbres (rattachée en 1836)                            |
| Riom                                     | 1790 (septembre) | Châteauneuf (rattachée en 1836)                           |
| Saint-Hippolyte                          | 1790 (septembre) | Selins (rattachée en 1836)                                |
| Menet                                    | 1790 (septembre) | Albanies (rattachée en 1836, rétablie en 1871)            |
| Menet                                    | 1790 (septembre) | Laganne (rattachée en 1836)                               |
| Cheylade                                 | 1835             | Le Claux                                                  |
| Bredons                                  | 1836             | Laveissière                                               |
| Dienne                                   | 1839             | Lavigerie                                                 |
| Leynhac                                  | 1839             | Saint-Antoine                                             |
| Saint-Cernin                             | 1839             | Freix-Anglards                                            |
| Saint-Vincent                            | 1839             | Le Vaulmier                                               |
| Saint-Cirgues-de-Jordanne                | 1844             | Saint-Julien-de-Jordanne (fusion avec Mandailles en 1972) |
| Condat                                   | 1847             | Chanterelle                                               |
| Condat                                   | 1865             | Montboudif                                                |
| Antignac                                 | 1870             | La Monselie                                               |
| Fontanges                                | 1870             | Le Fau                                                    |
| Champagnac                               | 1871             | Saint-Pierre-le-Peil                                      |
| Menet                                    | 1871             | Valette (rétablissement)                                  |
| Lascelle, Saint-Simon et Vic             | 1874             | Velzic                                                    |
| Labesserette                             | 1876             | Lapeyrugue                                                |
| Chaliers                                 | 1878             | Loubaresse (fusion en Val d'Arcomie en 2016)              |
| Saint-Mamet-la-Salvetat, Pers et Cayrols | 1945             | Le Rouget (fusion avec Pers en 2016)                      |
| Saint-Cirgues-de-Malbert                 | 1953             | Besse                                                     |
| Naucelles-Reilhac                        | 1983             | Naucelles (rétablissement)                                |
| Naucelles-Reilhac                        | 1983             | Reilhac (rétablissement)                                  |
| Ally                                     | 1985             | Brageac (rétablissement)                                  |
| Neussargues en Pinatelle                 | 2024             | Celles (rétablissement)                                   |
| Neussargues en Pinatelle                 | 2024             | Chalinargues (rétablissement)                             |
| Neussargues en Pinatelle                 | 2024             | Chavagnac (rétablissement)                                |
| Neussargues en Pinatelle                 | 2024             | Neussargues-Moissac (rétablissement),                     |
| Neussargues en Pinatelle                 | 2024             | Sainte-Anastasie (rétablissement)                         |

## Modifications de nom officiel
Lors d'un changement de nom officiel, les communes cherchent à régler les problèmes d'homonymie (Saint-Bonnet de Salers et de Condat par exemple) ou témoigner du changement de chef-lieu de commune (Moissac devenant Neussargues) ou encore satisfaire les villages d'une certaine importance au sein de la commune (Albepierre-Bredons pour l'ancienne commune de Bredons).
| Ancien nom de la commune | Date | Nouveau nom de la commune    |
| ------------------------ | ---- | ---------------------------- |
| Riom                     | 1836 | Riom-ès-Montagnes            |
| Fournols                 | 1866 | Rézentières                  |
| Moissac                  | 1873 | Neussargues                  |
| Saint-Mary-le-Cros       | 1890 | Ferrières-Saint-Mary         |
| Neussargues              | 1901 | Neussargues-Moissac          |
| Chastel-Marlhac          | 1903 | Le Monteil                   |
| Roussy                   | 1906 | Vezels-Roussy                |
| Sarrus                   | 1909 | Fridefont                    |
| Champs                   | 1916 | Champs-sur-Tarentaine        |
| Auriac                   | 1918 | Auriac-l'Église              |
| Arpajon                  | 1921 | Arpajon-sur-Cère,            |
| Barriac                  | 1928 | Barriac-les-Bosquets         |
| Lacapelle-en-Vézie       | 1932 | Lafeuillade-en-Vézie         |
| Chaudesaigues            | 1935 | Chaudes-Aigues               |
| Saint-Christophe         | 1936 | Saint-Christophe-les-Gorges  |
| Anglards                 | 1949 | Anglards-de-Saint-Flour      |
| Saint-Projet             | 1949 | Saint-Projet-de-Salers       |
| Ségur                    | 1949 | Ségur-les-Villas             |
| Bredons                  | 1955 | Albepierre-Bredons           |
| Saint-Bonnet             | 1955 | Saint-Bonnet-de-Condat       |
| Saint-Bonnet             | 1955 | Saint-Bonnet-de-Salers       |
| Saint-Rémy               | 1955 | Saint-Rémy-de-Chaudes-Aigues |
| Saint-Rémy               | 1955 | Saint-Rémy-de-Salers         |
| Ruines                   | 1962 | Ruynes-en-Margeride          |
| Saint-Étienne-de-Riom    | 1962 | Saint-Étienne-de-Chomeil     |
| Saint-Paul               | 1981 | Saint-Paul-de-Salers         |
| Saint-Vincent            | 1994 | Saint-Vincent-de-Salers      |

## Changement de département
Un changement de département est plutôt rare et résulte fréquemment d'un ajustement des échelons administratifs mis en place lors de la Révolution.
| Nom de la commune | Date        | Ancien département | Nouveau département |
| ----------------- | ----------- | ------------------ | ------------------- |
| Espinchal         | 1790 (mars) | Cantal             | Puy-de-Dôme         |
| Godivelle         | 1790 (mars) | Cantal             | Puy-de-Dôme         |
| Saint-Alyre       | 1790 (mars) | Cantal             | Puy-de-Dôme         |
| Anzat             | An II       | Cantal             | Puy-de-Dôme         |
| Bussières         | An II       | Cantal             | Aveyron             |
| Burgairettes      | An II       | Cantal             | Aveyron             |
| Saint-Thomas      | An XI       | Cantal             | Corrèze             |

## Modifications de limites communales
| La commune de ...                               | ... cède du territoire à la commune de ...      | précisions                                                            | Date (et nature) de la décision          |
| ----------------------------------------------- | ----------------------------------------------- | --------------------------------------------------------------------- | ---------------------------------------- |
| Saint-Simon                                     | Velzic                                          | 4 habitants                                                           | 30 mars 1962 (Décret)                    |
| Saint-Cernin                                    | Tournemire                                      | Hameaux de Belvès, la Calmette, la Molette et Marcenat                | 16 septembre 1947 (Arrêté)               |
| Celles                                          | Neussargues-Moissac                             |                                                                       | 30 mars 1908 (Décret)                    |
| Ally                                            | Loupiac                                         | Section de Fages                                                      | 27 mai 1876 (Décret)                     |
| Badailhac                                       | Cros-de-Ronesque                                | Hameaux de Bassignac, Pajou, Ladou, Morzière et la Rivière            | 5 juin 1874 (Décret)                     |
| Chaudesaigues                                   | Saint-Martial                                   |                                                                       | 15 février 1868 (Décret)                 |
| Drugeac                                         | Salins                                          | Section de Fageolles                                                  | 18 janvier 1868 (Loi)                    |
| Anzat-le-Luguet (département du Puy-de-Dôme)    | Leyvaux                                         | Hameau de Combalibeuf                                                 | 30 juillet 1847 (Loi)                    |
| Badailhac                                       | Raulhac                                         |                                                                       | 24 mai 1847 (Loi)                        |
| Pleaux                                          | Barriac                                         | Villages de Vaissières et Loudier                                     | 3 juillet 1846 (Loi)                     |
| Cassaniouze                                     | Calvinet                                        |                                                                       | 18 juin 1843 (Loi)                       |
| Anterrieux                                      | Maurines                                        | Section de Chazal                                                     | 15 juillet 1840 (Loi)                    |
| Lieutadès                                       | Jabrun                                          | Villages de Moussy et la Maison Neuve                                 | 24 juillet 1839 (Loi)                    |
| Grenier-Montgon (département de la Haute-Loire) | Massiac                                         | Enclave                                                               | 12 juillet 1837 (Loi)                    |
| Auriac Molède                                   | Charmensac                                      | Enclaves                                                              | 19 juin 1835 (Loi)                       |
| Joursac                                         | Saint-Mary-le-Cros                              | Enclave du Bois du Cher-de-Tout                                       | 19 juin 1835 (Loi)                       |
| Marchastel                                      | Riom                                            | Villages de Lestampes, Chabourlious et Hameau de la Fayde             | 30 mars 1831 (Ordonnance)                |
| Pinols (département de la Haute-Loire) Clavière | Clavière Pinols (département de la Haute-Loire) | Limite fixée au chemin allant du village de Chanteloube à Saint-Flour | 6 juin 1805 (Décret) (17 prairial an 13) |

## Communes associées
Liste des communes ayant, ou ayant eu (en italique), à la suite d'une fusion, le statut de commune associée.
| Nom de la commune           | Code INSEE | Fusion-association                     | Fusion-association | Fusion-association     | Fusion-association                       | D - Défusion ou F - transformation de l'association en fusion simple | D - Défusion ou F - transformation de l'association en fusion simple | D - Défusion ou F - transformation de l'association en fusion simple | D - Défusion ou F - transformation de l'association en fusion simple                                                    |
| Nom de la commune           | Code INSEE | date de la décision                    | date d'effet       | commune absorbante     | nom de la commune résultant de la fusion | D/F                                                                  | date de la décision                                                  | date d'effet                                                         | commentaire |
| --------------------------- | ---------- | -------------------------------------- | ------------------ | ---------------------- | ---------------------------------------- | -------------------------------------------------------------------- | -------------------------------------------------------------------- | -------------------------------------------------------------------- | --- |
| Brageac                     | 15024      | Arrêté préfectoral du 29 décembre 1972 | 1er janvier 1973   | Ally                   | Ally                                     | D                                                                    | Arrêté préfectoral du 30 septembre 1985                              | 1er octobre 1985                                                     | |
| Drignac                     | 15062      | Arrêté préfectoral du 29 décembre 1972 | 1er janvier 1973   | Ally                   | Ally                                     |                                                                      |                                                                      |                                                                      | |
| Marchal                     | 15115      | Arrêté préfectoral du 31 août 1972     | 1er septembre 1972 | Champs-sur-Tarentaine  | Champs-sur-Tarentaine-Marchal            |                                                                      |                                                                      |                                                                      | |
| Bournoncles                 | 15023      | Arrêté préfectoral du 3 octobre 1972   | 1er janvier 1973   | Loubaresse             | Loubaresse                               | F                                                                    | Arrêté préfectoral du 30 septembre 2015                              | 1er janvier 2016                                                     | La création de la commune nouvelle de Val d'Arcomie entraine la suppression du statut de commune associée à Bournoncles |
| Reilhac                     | 15160      | Arrêté préfectoral du 13 novembre 1972 | 1er décembre 1972  | Naucelles              | Naucelles-Reilhac                        | D                                                                    | Arrêté préfectoral du 23 décembre 1982                               | 1er janvier 1983                                                     | Naucelles-Reilhac reprend le nom de Naucelles                                                                           |
| Loupiac                     | 15109      | Arrêté préfectoral du 30 décembre 1972 | 1er janvier 1973   | Pleaux                 | Pleaux                                   |                                                                      |                                                                      |                                                                      | |
| Saint-Christophe-les-Gorges | 15177      | Arrêté préfectoral du 30 décembre 1972 | 1er janvier 1973   | Pleaux                 | Pleaux                                   |                                                                      |                                                                      |                                                                      | |
| Tourniac                    | 15239      | Arrêté préfectoral du 30 décembre 1972 | 1er janvier 1973   | Pleaux                 | Pleaux                                   |                                                                      |                                                                      |                                                                      | |
| Saint-Rémy-de-Salers        | 15210      | Arrêté préfectoral du 21 novembre 1972 | 1er janvier 1973   | Saint-Martin-Valmeroux | Saint-Martin-Valmeroux                   |                                                                      |                                                                      |                                                                      | |